# Skjersholmane-Valevåg Færge
Skjersholmane-Valevåg var en færgeforbindelse i Norge mellem Skjersholmane, Stord og Valevåg, Sveio. Færgetrafik over Bømlafjorden gik oprindeligt mellem Leirvik på Stord, Valevåg på Sveio og Mosterhamn på øen Bømlo. Den første færge, som blev brugt på ruten, var MF Hildur. Efter at Hardangerske Sundhordlandske Dampskibsselskab fik ruten, blev færgen MF Tysnes sat i trafik. Norske offentlige Vejvæsen fik ansvaret for ruten i 1970-erne og stod for opførelsen af nye kajer. Færgerne anløb stadig Leirvik, men anløbet blev i 1983 flyttet til Skjersholmane, hvor en kaj med plads til to færger blev konstrueret. Afgang fra Skjersholmane og Valevåg var hvert 30. minut. De sidste færger, som trafikerede strækningen, var færgerne MF Bjørnefjord og MF Hordaland. Førstnævnte færge havde en kapacitet på 120 biler og 500 passagerer. Færgetrafikken blev afsluttet 27. december 2000, da Bømlafjordtunnelen, en del af trekantsambandet, blev åbnet.